# Airman battle uniform

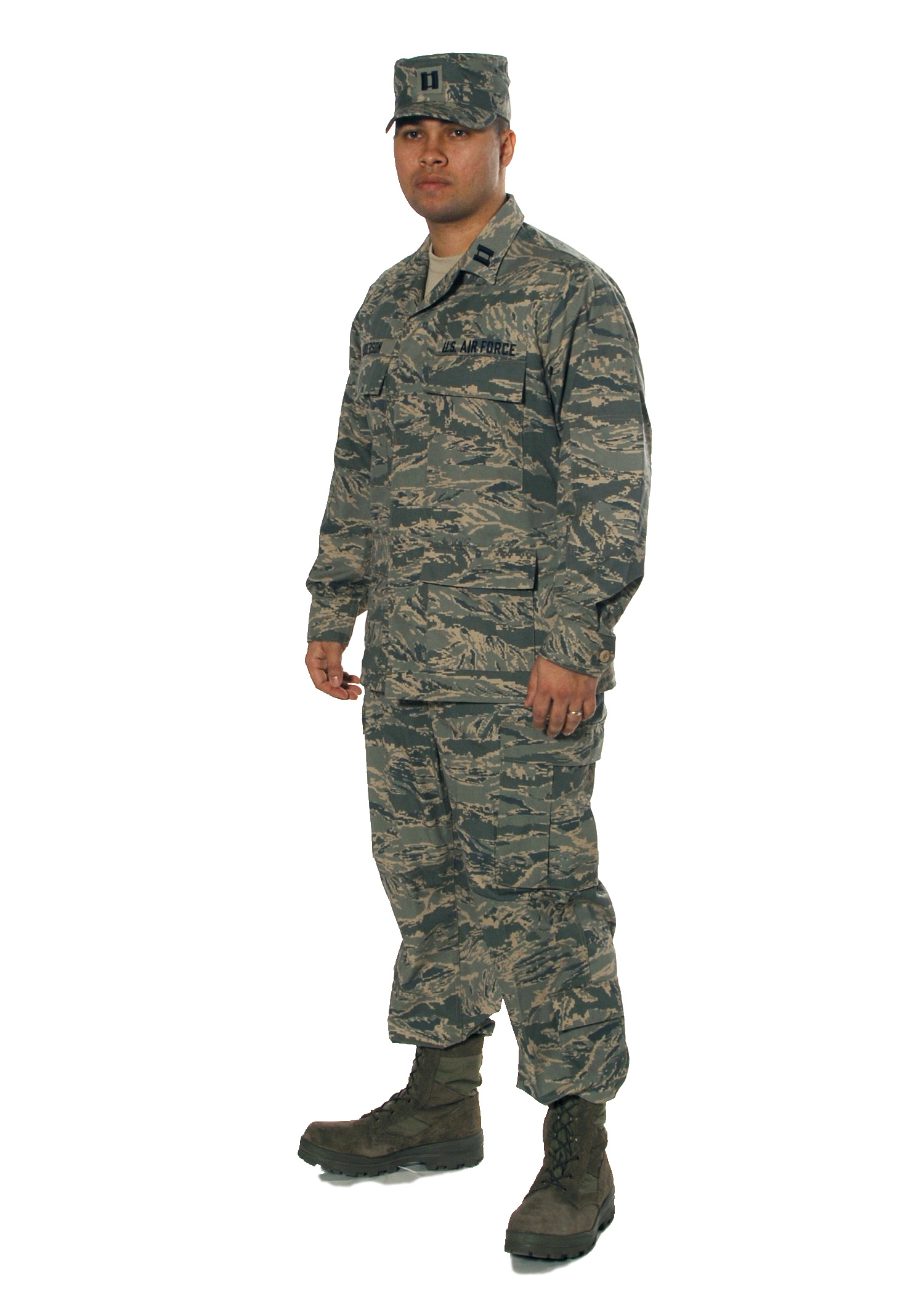
Żołnierz w umundurowaniu ABU

Airman battle uniform (ABU) – polowe umundurowanie United States Air Force. Wprowadzone do służby w roku 2007. Zastąpił mundury BDU.

## Historia

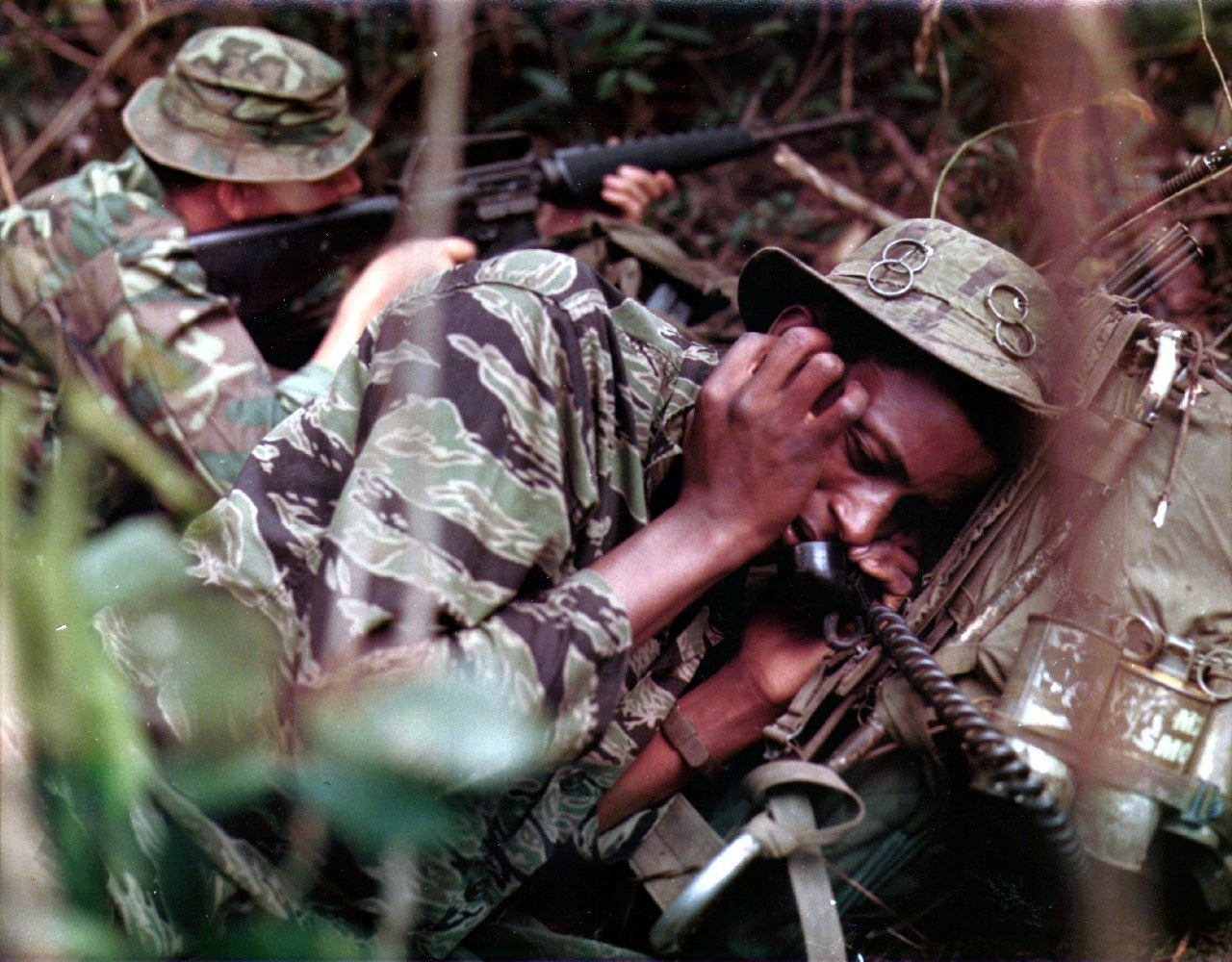
Kamuflaż „Tigerstripe” z okresu wojny w Wietnamie

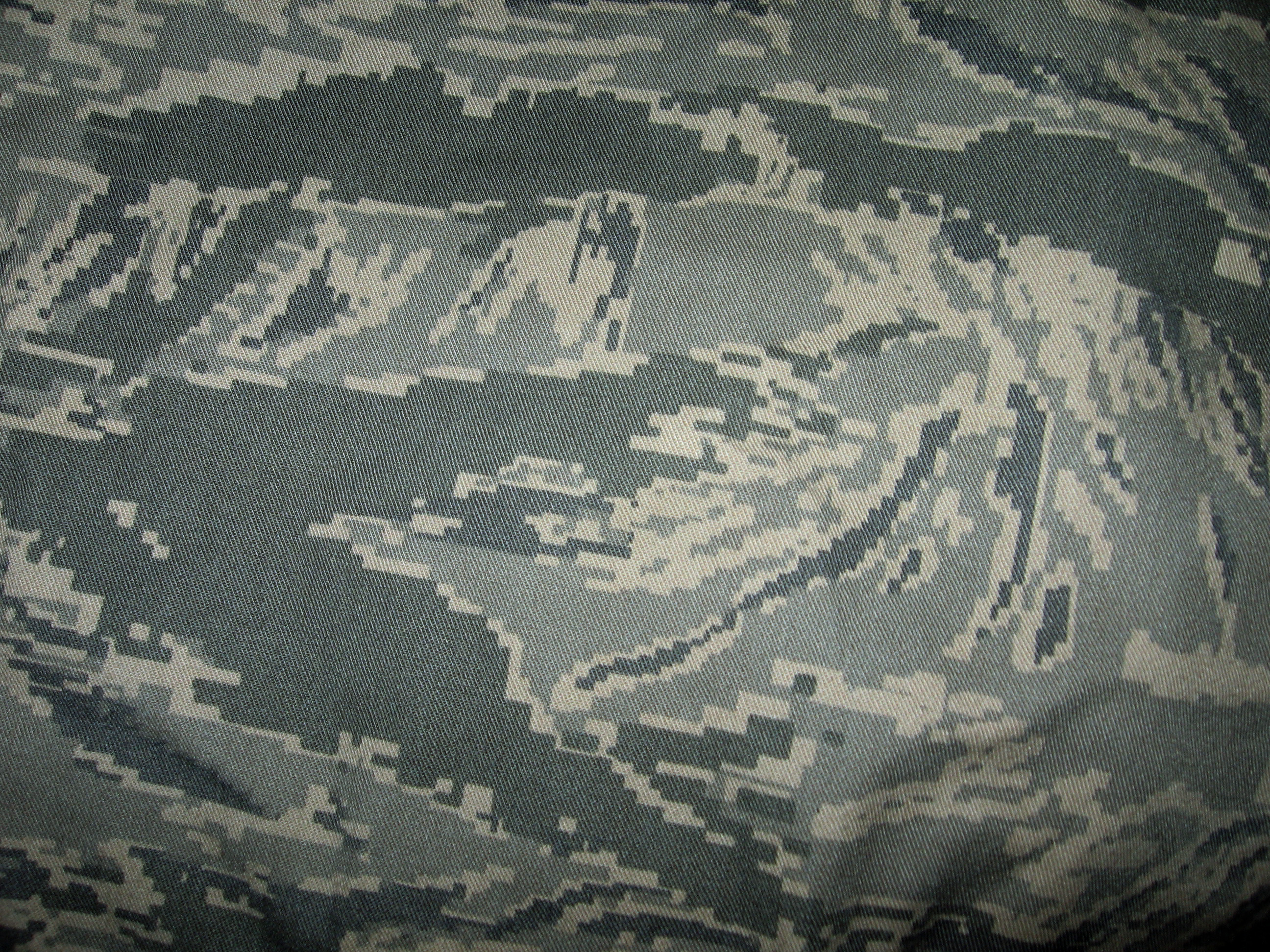
Nowy zmodyfikowany „Tigerstripe”

W roku 2002 pojawił się nowy mundur Marines – MCCUU, trwały także prace nad nowym mundurem dla US Army (projekty CCU oraz ACU). Również lotnictwo postanowiło wprowadzić nowy mundur, który miał zastąpić mundury BDU będące w użyciu od 1981.
Prototyp nowego munduru dla US Air Force zaprezentowano w roku 2003. Mundur posiadał nie tylko nowy krój, ale także i kamuflaż. Woodland zastąpiono kamuflażem z okresu wojny w Wietnamie - tzw. Tigerstripe. Testy nowego munduru rozpoczęto w lutym 2004 roku. W wyniku doświadczeń zdobytych podczas testów zmodyfikowano wzór maskujący na kamuflaż cyfrowy (nie posiada łagodnych przejść lecz składa się z małych pikseli). Zmieniono także barwy na odcienie szarości. Nowy mundur wprowadzono do służby w roku 2007, a do 2011 wyparł całkowicie umundurowanie BDU.
Nowe umundurowanie spotkało się z krytyką. Jedną z wad było wprowadzenie tylko jednego całorocznego wariantu umundurowania. Spowodowało to, że mundur był „za ciepły”. Problem ma rozwiązać wprowadzenie w roku 2012 wariantu letniego IABU (wykonany z cieńszego materiału w splocie rip-stop NYCO). Nowe mundury w pierwszej kolejności mają trafić do jednostek stacjonujących w Afganistanie i na Bliskim Wschodzie.

## Krój umundurowania

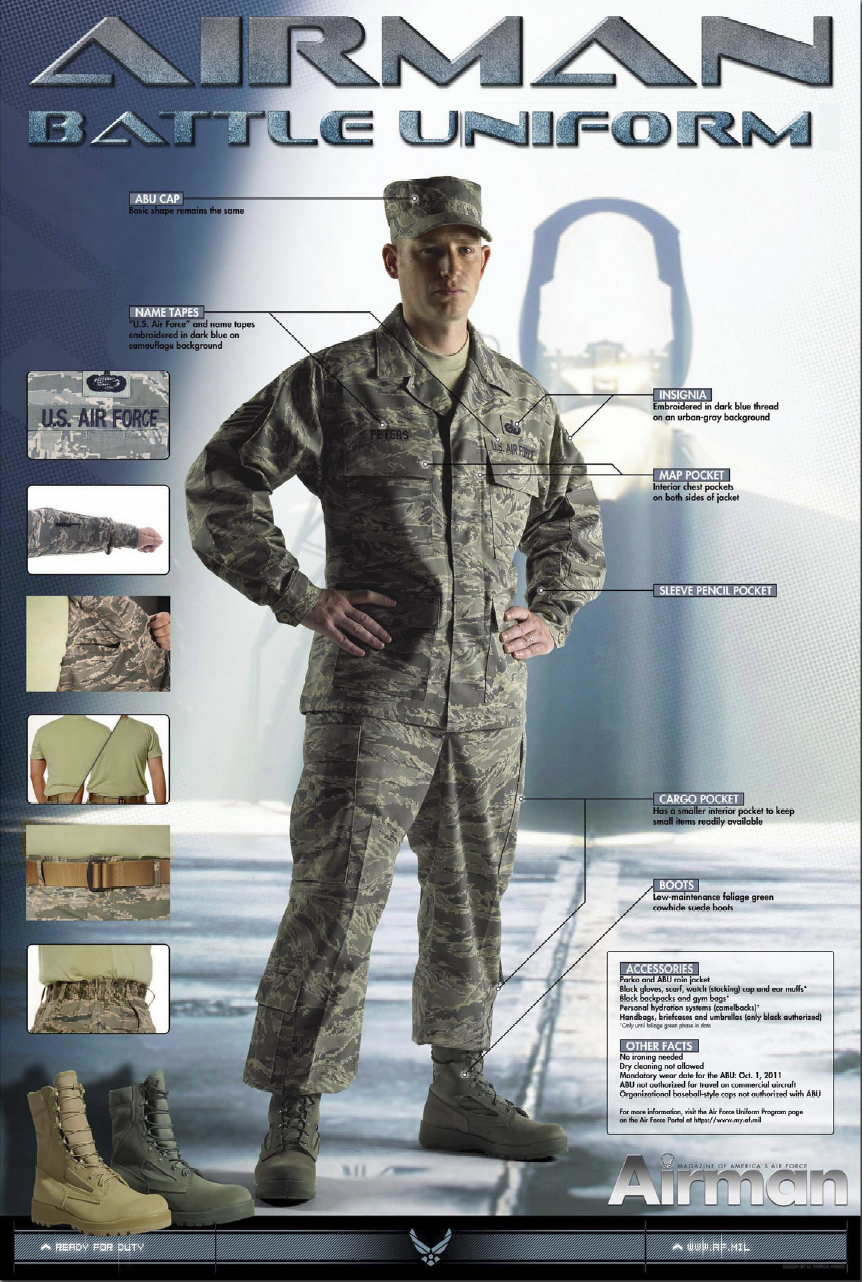
Szczegóły munduru ABU

Kompletne umundurowanie ABU składa się z bluzy, spodni oraz akcesoriów.

### Nakrycia głowy
Nakrycie głowy może stanowić czapka patrolowa w zmodyfikowanym kamuflażu Tigerstripe oraz kapelusz polowy w tym samym maskowaniu. Na klimat zimny przewidziano możliwość używania czapki zimowej z systemu ECWCS gen. III lub tej z systemu APSC.

### T-shirt
Do noszenia pod bluzą mundurową przewidziano koszulkę koloru piaskowego (tan). Z przodu posiada ona logo US Air Force, a z tyłu nadruk Air Force. Ponadto istnieje możliwość noszenia koszulek prywatnie zakupionych przez żołnierzy o ile będą takiego samego koloru co t-shirt przydziałowy.

### Bluza
Bluzę wykonano z materiału NYCO w zmodernizowanym kamuflażu Tigerstripe. Posiada ona cztery frontowe kieszenie rozmieszczone podobnie do jak w bluzie munduru BDU, jedną małą na długopisy lub ołówki na lewym przedramieniu i dwie wewnętrzne na mapy (usunięte w późniejszych egzemplarzach). Mankiety zapinane są na guziki. 
Obszycia są naszywane tak jak w mundurze BDU.

### Spodnie
Spodnie wykonano z takiego samego materiału jak bluza. Posiadają one dwie kieszenie cargo (z wewnętrznymi przegródkami), dwie kieszenie na łydkach, dwie klasyczne oraz dwie kieszenie tylne. W pasie wszyty jest elastyczny ściągacz. Do spodni przewidziano pasek w kolorze piaskowym.

### Obuwie
Do noszenia z ABU przewidziano buty w kolorze foliage green. 

### Okrycia wierzchnie
Jako okrycie wierzchnie do noszenia z ABU przewidziano: APECS, IRS, polar z systemu ECWCS gen. III.

## Oporządzenie taktyczne
Do noszenia wraz z ABU przewidziano oporządzenie w zmodyfikowanym kamuflażu Tigerstripe, UCP lub w kolorze czarnym.